# Георги Вълкович
Георги Вълкович Чалъков е османски и български военен лекар, български политик и дипломат.
През 1860-те години е сред водещите хирурзи в Истанбул. След Освобождението е сред водачите на Консервативната партия, 2 пъти директор (министър) на Източна Румелия, министър на външните работи и изповеданията на Княжество България (1881 – 1883), а при управлението на Стефан Стамболов е дипломатически представител на България в Османската империя, където е убит от политически противници.

## Биография
Георги Вълкович е роден в Одрин през 1833 г. Баща му е от богатия и влиятелен копривщенски род Чалъкови. Вълкович първоначално учи в Пловдив, а през 1857 г. завършва Военномедицинското училище (Tıbhane-i Amire/Cerrahane-i Mamure) в Цариград.
След завършването си работи като хирург и преподава във Военномедицинското училище. Специализира хирургия в Париж (1860 – 1863). За кратко е главен лекар в Централната болница в Дамаск (1865), по-късно е директор на истанбулската болница „Хайдар паша“ (1870 – 1871). Вълкович вече има чин полковник в османската армия през 1872 г.
От 1875 е дописен, а от 1884 г. действителен член на Българското книжовно дружество, днес Българска академия на науките.
По време на Сръбско-турската война през 1876 г. ръководи военната болница, разположена в Ниш и София. След започването на Руско-турската война през 1877 г. е интерниран в Дамаск, а след нейния край през 1878 г. напуска войската и се връща в България.
В новоосвободената България Георги Вълкович се нарежда сред водачите на Консервативната партия. Народен представител в Учредителното събрание 1879 година, той е в групата на 12 консерватори, които отказват да подпишат Търновската конституция. Депутат е в I велико народно събрание (1879) и III обикновено народно събрание (1882 – 1883). През 1879 е директор на земеделието, търговията и обществените сгради, а през 1881 г. – директор на пощите и телеграфите на Източна Румелия. По време на Режима на пълномощията е министър на външните работи и изповеданията (1881 – 1883) и председател на Държавния съвет (1883).
По време на Сръбско-българската война през 1885 г. Георги Вълкович е управител на военните болници. През 1886 г. става директор на Александровската болница в София.
През 1887 г. е назначен за дипломатически представител на България в Цариград и остава на този пост до смъртта си. Той е сред инициаторите на провежданата от правителството на Стефан Стамболов политика на активни дипломатически действия, насочени към подобряване на положението на българите в Османската империя.
На 24 февруари (12 февруари стар стил) 1892 година Георги Вълкович е намушкан с нож на улицата в Цариград при атентат, организиран от Наум Тюфекчиев. Покушението е извършено от изпратените от Русия емигранти Дражев и Орлов. Умира след 2 дни, на 26 февруари 1892 година. Погребан е в Пловдив.